# Difenylacetylen
Difenylacetylen je organická sloučenina se vzorcem C6H5C≡CC6H5, její molekula obsahuje dvě fenylové skupiny navázané na molekulu acetylenu. Používá se k tvorbě složitějších struktur v organické syntéze a jako ligand v organokovové chemii.

## Příprava a struktura
Tuto sloučeninu lze připravit kondenzací benzilu s hydrazinem a oxidací vzniklého bis(hydrazonu) oxidem rtuťnatým.
Další možnost spočívá v bromaci stilbenu a dehydrohalogenaci vytvořeného dibromdifenylethanu, také je možné použít Castrovo–Stephensovo párování jodbenzenu s měďnatou solí fenylacetylenu.
Molekuly difenylacetylenu jsou rovinné. Délka vazby C≡C činí 119,8 pm.

## Deriváty
Reakcí difenylacetylenu s tetrafenylcyklopentadienonem se vytváří hexafenylbenzen.
S benzalchloridem vzniká za přítomnosti terc-butoxidu draselného 3-alkoxycyklopropen, který se mění na cyklopropeniový kation.